# Westmorland

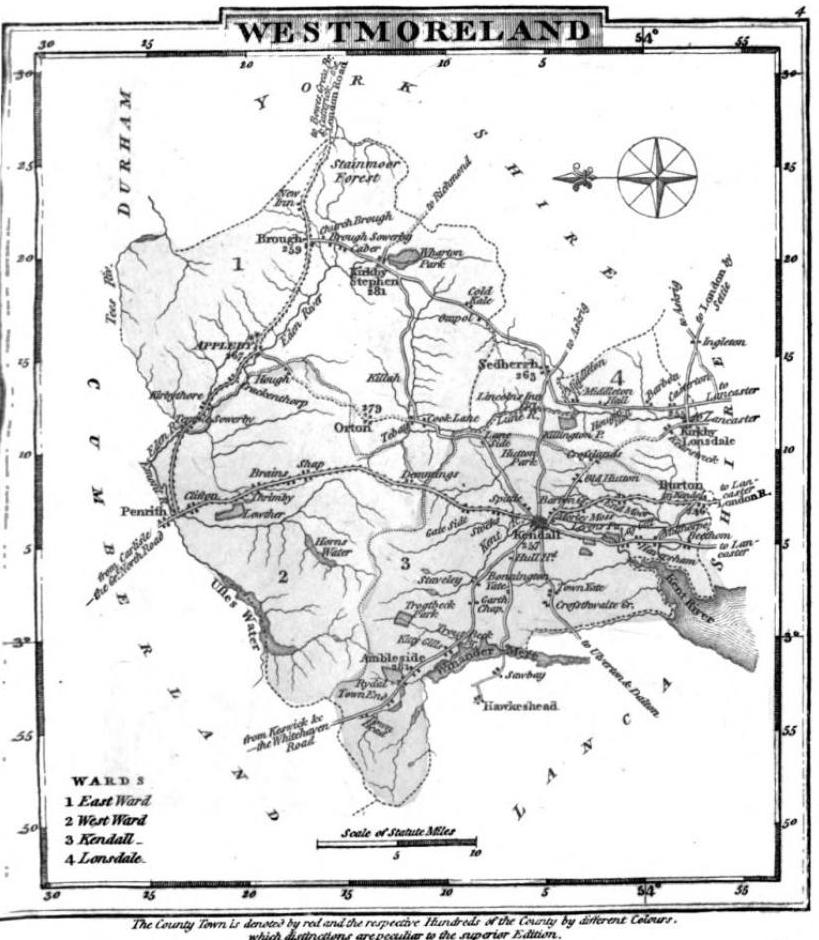
Gray's Book of Roads; Westmoreland; 1824

Westmorland (antigamente grafado Westmoreland ou Westmerland) é uma região do noroeste da Inglaterra que constitui um dos 39 condados históricos daquele país. Foi uma divisão administrativa (condado administrativo) de 1889 a 1974, sendo hoje parte da Cumbria.